# Черепашки-ніндзя: Наступна мутація
Черепа́шки-ні́ндзя: Насту́пна мута́ція (англ. Ninja Turtles: The Next Mutation) — американський анімаційний серіал за мотивами коміксів про Черепашок-ніндзя.

## Сюжет
Могутньому суперзлочинцеві Лорду Дракону вдається вибратися з виміру снів. Тим часом Черепашки-ніндзя знайомляться з черепашкою жіночої статі. Виявилося, що вона була в одній каністрі з Леонардо, Донателло, Рафаелем і Мікеланджело. Її знайшов японський майстер ніндзя Чанг І, добрий друг Сплінтера, який загинув від рук Дракона. Черепашки називають її Венерою Мілоською, на честь статуї богині Афродіти. Вона з допомогою своїх магічних сил допомагає Черепашкам раз і назавжди знищити Шреддера, але перед ними встає нова загроза — могутній Лорд Дракон.

## Головні персонажі

Черепашки Ніндзя

- Леонардо — лідер Черепашок, справедливий і мужній, але іноді дуже зарозумілий. Носить синю маску.
  - Актор — Гейб Нот
    - Озвучення — Майкл Добсон
- Донателло — найрозумніший і найспокійніший з усіх Черепашок. Має своєрідне почуття гумору, яке інші не завжди розуміють. Носить фіолетову маску.
  - Актор — Рікард Йоу
    - Озвучення — Джейсон Грей-Стенфорд
- Рафаель — найагресивніша черепашка. Намагається довести, що він може стати лідером команди. Носить червону маску.
  - Актор — Мітчелл А. Лінь Юень
    - Озвучення — Метт Хілл
- Мікеланджело — найвеселіший з усієї команди. Він часто жартує і обожнює піцу. Носить помаранчеву маску.
  - Актор — Джаррід Бланкард
    - Озвучення — Кірбі Морроу
- Венера — дівчина-черепашка. Намагається у всьому шукати добро. У неї є магічні сили, завдяки яким вона знищила Шреддера. Носить блакитну маску
  - Акторка — Ніколь Н. Паркер
    - Озвучення — Лалайніа Ліндб'єрх
- Сплінтер — щур-мутант, майстер ніндзя. Грає незначну роль у серіалі, йому приділяється небагато часу.
  - Актор — Фіона Скотті
    - Озвучення — Стівен Мендел
- Чанг І — майстер ніндзя, друг Сплінтера. Трагічно гине від руки Лорда Дракона.
  - Актор — Чонг Тсенг
- Лорд Дракон — суперзлочинець, який повернувся на Землю з виміру снів і намагається знищити черепашок
  - Актор — Джеральд Вонг
    - Озвучення — Крістофер Гейз
- Шреддер — також відомий як Ороку Сакі, один з головних ворогів черепашок. Гине від руки Венери.
  - Актор — Патрік Пон

## Закриття
Після того, як мультсеріал про Черепашок-ніндзя завершився, Кевін Істмен вирішив створити цей серіал. Його критикували фани, тому, що у серіалі були відсутні герої Кейсі Джонс і Ейпріл О'Ніл та злочинці, такі як Кренг, Бібоп і Рокстеді з оригінального мультсеріалу, і з'явилися нові, менш цікаві персонажі, такі як Лорд Дракон, доктор Куїзі та Мавпа-злочинець. Серіал зовсім не подобався глядачам і через низькі рейтинги закінчив свою трансляцію після 26-го епізоду.

## Список серій
| Серія # | Назва                                         |
| ------- | --------------------------------------------- |
| 1-5     | East Meets West/Схід зустрічається з Заходом  |
| 6       | Staff of BU-Ki/Жезл Бу-Кі                     |
| 7       | Silver & Gold/Срібло та золото                |
| 8       | Meet Dr. Quease/Зустрічайте доктора Куїзі     |
| 9       | All in the Family/Родина у зборі              |
| 10      | Trusting Dr. Quease/Довіртеся докторові Куїзі |
| 11      | Windfall/Золоте дно                           |
| 12      | Turtles Night Out/Черепашки у ночі            |
| 13      | Mutant Reflections/Двійники мутантів          |
| 14      | Truce or Consequense/Перемирря або смерть     |
| 15      | Sewer Crush/Злам системи                      |
| 16      | Going Ape/Поява мавпи                         |
| 17      | Enemy of My Enemy/Ворог мого ворога           |
| 18      | King Wick/Король Вік                          |
| 19      | The Good Dragon/Гарний дракон                 |
| 20      | The Guest/Гість                               |
| 21      | Like Brothers/ Як брати                       |
| 22-25   | Unchain My Heart/Звільніть моє серце          |
| 26      | Who Needs Her/Той, кому вона потрібна         |